# Демир-Капу
Деми́р-Капу́ (реже встречаются также написания Демир Капу, Демир-Хапу, Демир-Капы; укр. Демір-Капу, крымскотат. Demir Qapı, Демир Къапы) — горная вершина в Крыму (1540 метров), вторая по высоте точка Крымских гор. Располагается в северо-западной части Гурзуфской яйлы (часть главной гряды) на расстоянии примерно 6 км от посёлка городского типа Советское (по прямой).
Название горы в дословном переводе с крымскотатарского языка означает «железные ворота» (demir — «железо», qapı (диалектный вариант qapu) — «дверь», «ворота»). Вероятно, оно происходит от названия узкой части яйлы, располагающейся в полутора километрах к востоку от вершины (это название приводит известный краевед Н. А. Головкинский в своём путеводителе от 1894 года; в то же время использование подобного названия для узких проходов и ущелий в Крыму — не редкость).
Вершина представляет собой конусовидное возвышение яйлы, вытянутое приблизительно в направлении север-юг. Западные склоны вершины пологие, восточные — несколько более крутые, со ступенчатыми скальными уступами. Вершина и её склоны покрыты травянистой растительностью, древесный покров отсутствует. Гора сложена мергельными известняками.
Вершина располагается на территории Крымского природного заповедника, поэтому посещение её ограничено. В двух километрах к западу от Демир-Капу располагается четвёртая по высоте вершина Крымских гор — Кемаль-Эгерек, а примерно в полутора километрах к юго-востоку — выход на Романовское шоссе и Беседка ветров.